# Југословени у Србији
Југословени у Србији су етничка група у Србији састављена од особа које себе сматрају Југословенима без икакве друге етничке самоидентификације. Осим етничке припадности, у Србији има и особа које се изјашњавају као Југословени у над-националном смислу, упоредо са неком другом етничком идентификацијом. Људи који се изјашњавају као Југословени концентрисани су много више у мултикултуралној Војводини.
Према попису становништва из 2022. године, 27.143 особе или 0.41% становника Србије изјаснило се као југословенско.

## Демографија
| Година                            | Југословени | %     |
| --------------------------------- | ----------- | ----- |
| 1961.                             | 20,079      | 0,26% |
| 1971.                             | 123,824     | 1,47% |
| 1981.                             | 441,941     | 4,75% |
| 1991.                             | 323,643     | 3,31% |
| 1991. (искључ. Косово и Метохија) | 320,186     | 4,09% |
| 2002. (искључ. Косово и Метохија) | 80,721      | 1,08% |
| 2011. (искључ. Косово и Метохија) | 23,303      | 0,32% |
| 2022. (искључ. Косово и Метохија) | 27,143      | 0,41% |

## Познате личности
- Оливер Дулић[2] (рођен 1975), политичар, мешовитог српског и буњевачког порекла [3]
- Лепа Брена[4] (рођена 1960), певачица, пореклом босанска муслиманка
- Предраг Ејдус (рођен 1949), глумац, мешовитог јеврејског и српског порекла